# Kjell Søbak
Kjell Søbak (ur. 21 czerwca 1957 w Bodø) – norweski biathlonista, wicemistrz olimpijski i dwukrotny medalista mistrzostw świata.

## Kariera
Pierwszy sukces w karierze osiągnął w 1977 roku, zdobywając złoty medal w sztafecie podczas mistrzostw świata juniorów w Vingrom. Na rozgrywanych rok później mistrzostwach świata juniorów w Hochfilzen był najlepszy w sprincie.
W zawodach Pucharu Świata zadebiutował 2 lutego 1979 roku w Ruhpolding, zajmując czwarte miejsce w sztafecie. Pierwsze punkty zdobył 30 marca 1979 roku w Sodankylä, kończąc bieg indywidualny na trzeciej pozycji. W zawodach tych wyprzedzili go jedynie Anatolij Alabjew z ZSRR i Klaus Siebert z NRD. W kolejnych startach jeszcze siedem razy plasował się w czołowej trójce, odnosząc przy tym dwa zwycięstwa: 16 stycznia 1981 roku w Jáchymovie wygrał sprint, a 5 marca 1982 roku w Lahti był najlepszy w biegu indywidualnym. Ostatnie pucharowe podium wywalczył 12 stycznia 1985 roku w Mińsku, zajmując trzecie miejsce w sprincie. Najlepsze wyniki osiągnął w sezonach 1980/1981 i 1981/1982, kiedy zajmował trzecie miejsce w klasyfikacji generalnej.
W 1979 roku wystąpił na mistrzostwach świata w Ruhpolding, zajmując czwarte miejsce w sztafecie. Na rozgrywanych dwa lata później mistrzostwach świata w Lahti był czwarty w sztafecie i sprincie, w którym walkę o podium przegrał z Francuzem Yvonem Mougelem o 0,8 sekundy. Podczas mistrzostw świata w Mińsku w 1982 roku razem z Eirikiem Kvalfossem, Rolfem Storsveenem i Oddem Lirhusem wywalczył srebrny medal w sztafecie. Ostatni medal w zawodach tego cyklu zdobył na mistrzostwach świata w Anterselvie w 1983 roku, gdzie reprezentacja Norwegii w składzie: Øivind Nerhagen, Kjell Søbak, Eirik Kvalfoss i Odd Lirhus zajęła trzecie miejsce w sztafecie.
W 1980 roku wystartował na igrzyskach olimpijskich w Lake Placid, zajmując piąte miejsce w sprincie oraz czwarte w sztafecie. Brał również udział w igrzyskach olimpijskich w Sarajewie cztery lata później, gdzie wspólnie z Lirhusem, Kvalfossem i Storsveenem zdobył srebrny medal w sztafecie. Zajął tam również czwarte miejsce w sprincie, przegrywając walkę o brązowy medal z Matthiasem Jacobem z NRD o 9,2 sekundy.

## Osiągnięcia

### Igrzyska olimpijskie
| Rok  | Miejscowość | Konkurencje | Konkurencje | Konkurencje | Konkurencje | Konkurencje | Konkurencje | Konkurencje |
| Rok  | Miejscowość | IN          | SP          | PU          | MS          | RL          | MR          | SR          |
| ---- | ----------- | ----------- | ----------- | ----------- | ----------- | ----------- | ----------- | ----------- |
| 1980 | Lake Placid | –           | 5.          | nd.         | nd.         | 4.          | nd.         | –           |
| 1984 | Sarajewo    | –           | 4.          | nd.         | nd.         | 2.          | nd.         | –           |

### Mistrzostwa świata
| Rok  | Miejscowość | Konkurencje | Konkurencje | Konkurencje | Konkurencje | Konkurencje | Konkurencje | Konkurencje |
| Rok  | Miejscowość | IN          | SP          | PU          | MS          | RL          | MR          | SR          |
| ---- | ----------- | ----------- | ----------- | ----------- | ----------- | ----------- | ----------- | ----------- |
| 1979 | Ruhpolding  | –           | –           | nd.         | nd.         | 4.          | nd.         | –           |
| 1981 | Lahti       | 8.          | 4.          | nd.         | nd.         | 4.          | nd.         | –           |
| 1982 | Mińsk       | 6.          | 9.          | nd.         | nd.         | 2.          | nd.         | –           |
| 1983 | Anterselva  | 13.         | 19.         | nd.         | nd.         | 3.          | nd.         | –           |
| 1985 | Ruhpolding  | 14.         | 14.         | nd.         | nd.         | 4.          | nd.         | –           |
| 1986 | Oslo        | 20.         | –           | nd.         | nd.         | –           | nd.         | –           |

### Puchar Świata

#### Miejsca w klasyfikacji generalnej
| Sezon     | Miejsce |
| --------- | ------- |
| 1978/1979 | 12.     |
| 1979/1980 | ?       |
| 1980/1981 | 3.      |
| 1981/1982 | 3.      |
| 1982/1983 | 11.     |
| 1983/1984 | 30.     |
| 1984/1985 | 25.     |
| 1985/1986 | 37.     |

#### Miejsca na podium chronologicznie
| Lp. | Dzień       | Rok  | Miejscowość | Konkurencja                | Lokata | Pudła   | Czas biegu | Strata  | Zwycięzca        |
| --- | ----------- | ---- | ----------- | -------------------------- | ------ | ------- | ---------- | ------- | ---------------- |
| 1.  | 30 marca    | 1979 | Sodankylä   | Bieg indywidualny na 20 km | 3.     | 3       | 1:08:22,0  | +3:37,0 | Anatolij Alabjew |
| 2.  | 31 marca    | 1979 | Sodankylä   | Sprint na 10 km            | 2.     | 0+2     | 32:24,0    | +27,0   | Klaus Siebert    |
| 3.  | 16 stycznia | 1981 | Jáchymov    | Sprint na 10 km            | 1.     | 3       | 35:53,2    | –       | –                |
| 4.  | 23 stycznia | 1982 | Anterselva  | Sprint na 10 km            | 2.     | 0+0     | 31:31,0    | +23,0   | Frank Ullrich    |
| 5.  | 30 stycznia | 1982 | Ruhpolding  | Sprint na 10 km            | 3.     | 1       | 36:26,0    | +38,0   | Matthias Jacob   |
| 6.  | 5 marca     | 1982 | Lahti       | Bieg indywidualny na 20 km | 1.     | 1+0+0+2 | 1:18:18,7  | –       | –                |
| 7.  | 6 marca     | 1982 | Lahti       | Sprint na 10 km            | 3.     | 2+1     | 33:51,4    | +41,4   | Matthias Jacob   |
| 8.  | 12 stycznia | 1985 | Mińsk       | Sprint na 10 km            | 3.     | 3       | 32:17,2    | +57,3   | Jurij Kaszkarow  |